# Gail Katz
Gail Katz ist eine US-amerikanische Filmproduzentin und Hochschullehrerin.

## Leben
Katz wuchs in Beverly Hills auf, wo ihr Vater ein Café betrieb.
Sie hat einen Bachelor of Arts der University of California, Berkeley und seit 1980 einen Master of Business Administration der Yale School of Management. Bereits während des College arbeitete sie in einem Filmstudio.
Nach ihrem Studium begann sie eine Tätigkeit bei New World Pictures, wo sie erst Vice President of Finance und später Vice President of Production war. Nachdem sie New World Pictures verlassen hatte, begann sie mit der Produktion eigener Filme. Ab den 1990er Jahren arbeitete sie mehrfach mit Regisseur Wolfgang Petersen zusammen und produzierte dessen Filme Tod im Spiegel, In the Line of Fire – Die zweite Chance, Outbreak – Lautlose Killer, Air Force One und Der Sturm. Petersen war 1987 nach Los Angeles gezogen und hatte im folgenden Jahr sein Produktionsunternehmen Radiant Film in Zusammenarbeit mit Gail Katz als Radiant Productions neu organisiert. Katz fungierte als CEO des Unternehmens.
2008 gründete sie Gail Katz Productions, mit dem sie unter anderem die Fernsehserie Cashmere Mafia und den Spielfilm Bauernopfer – Spiel der Könige produzierte. 2015 sicherte sie sich die Rechte für die Verfilmung des Brettspiels Die Siedler von Catan.
Sie hat eine Professur an der USC School of Cinematic Arts. Seit Juli 2021 leitet Katz dort den Lehrstuhl für Film- und Fernsehproduktion. Katz unterrichtete auch an der Yale University, der UCLA School of Film, dem Art Center College of Design, der University of California in Santa Cruz und dem Berklee College of Music.
Aus ihrer Ehe mit dem Anwalt Bruce Wessel gingen eine Tochter und ein Sohn hervor.

## Filmografie (Auswahl)
Co-Producer
- 1991: Tod im Spiegel (Shattered)

Executive Producer
- 1993: In the Line of Fire – Die zweite Chance (In the Line of Fire)
- 1997: Red Corner – Labyrinth ohne Ausweg (Red Corner)
- 1998: Mein großer Freund Joe (Mighty Joe Young)
- 1999: Instinkt (Instinct)
- 2001–2003: The Agency – Im Fadenkreuz der C.I.A. (The Agency, Fernsehserie, 45 Episoden)
- 2008: Cashmere Mafia (Fernsehserie, 7 Episoden)
- 2019: The College Admissions Scandal (Fernsehfilm)

Producer
- 1995: Outbreak – Lautlose Killer (Outbreak)
- 1997: Air Force One
- 1999: Der 200 Jahre Mann (Bicentennial Man)
- 2000: Der Sturm (The Perfect Storm)
- 2014: Bauernopfer – Spiel der Könige (Pawn Sacrifice)